# Panzerzug Schelesnjakow
Der Panzerzug Schelesnjakow (russisch Бронепоезд Железняков Bronepojesd Schelesnjakow) oder auch Panzerzug Nr. 5 (russisch Броневой поезд № 5 Bronepojesd Nr. 5) war ein sowjetischer Panzerzug der Küstenverteidigung während des Zweiten Weltkrieges und wurde zwischen 1941 und 1942 eingesetzt.

## Geschichte
Nachdem die Wehrmacht am 22. Juni 1941 mit dem Unternehmen Barbarossa in die Sowjetunion einfiel, begann die Armee mit dem Aufbau von Verteidigungsmaßnahmen. Als die Rote Armee den Vormarsch der deutschen Truppen nicht stoppen konnte, begann sie auf der Halbinsel Krim mit dem Bau eines Panzerzuges zur Küstenverteidigung. Am 4. November 1941, fünf Tage nach dem Beginn der Schlacht um Sewastopol, wurde der Panzerzug Schelesnjakow fertiggestellt. An der Übergabezeremonie nahm der damalige Kommandant der Schwarzmeerflotte Vizeadmiral Filipp Sergejewitsch Oktjabrski teil.

## Technische Daten

### Lokomotive
Die Panzerzuglokomotive des Panzerzug Schelesnjakow war eine Dampflokomotive der russischen Baureihe Ob. Sie wurde in den Werften von Sewastopol komplett gepanzert und verfügte über einen, ebenfalls gepanzerten, dreiachsigen Schlepptender.
Um die Manövrierbarkeit und die Zugkraft des Panzerzuges zu erhöhen, verfügte er ebenfalls über eine ungepanzerte Dampflokomotive der russischen Baureihe Э. Sie wurde 1917 im Auftrag der Südost-Eisenbahn im Malyschew-Werk in Charkiw gebaut. Sie verfügte über einen ungepanzerten, vierachsigen Einheits-Schlepptender. Diese Dampflokomotive hatte die Seriennummer Эл 2500 und ist bis heute als Denkmal in Sewastopol erhalten geblieben. An den Seiten steht heute der Schriftzug Tod dem Faschismus (russisch Смерть фашизму Smert faschismu).

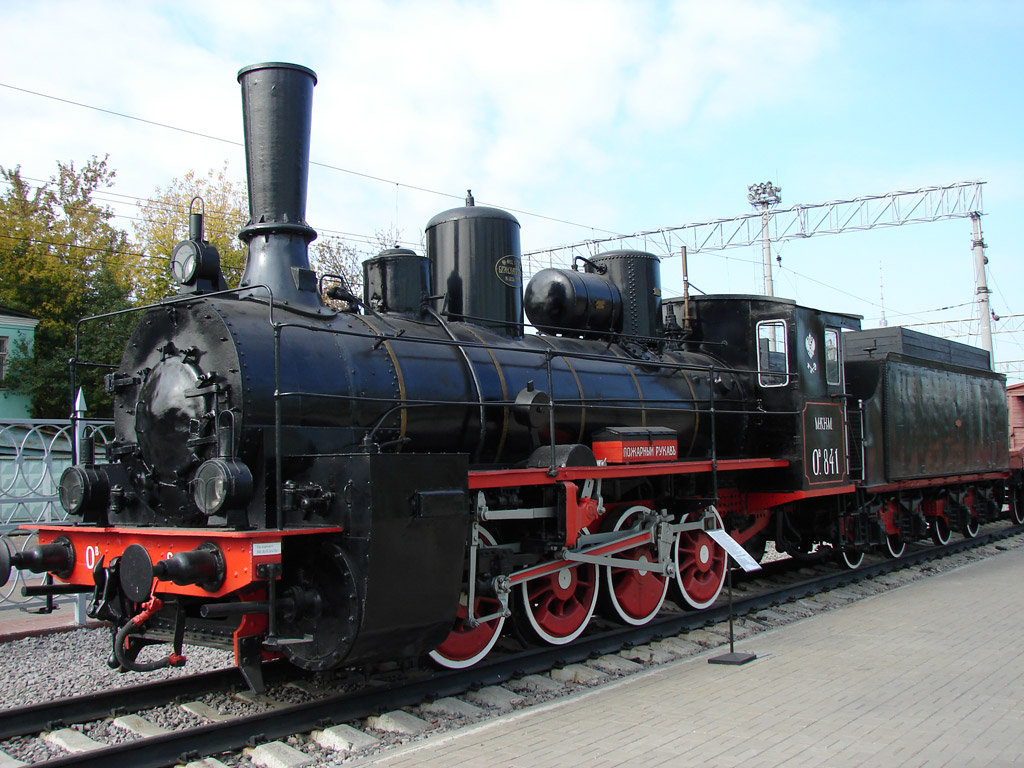
Ungepanzerte russische Baureihe О
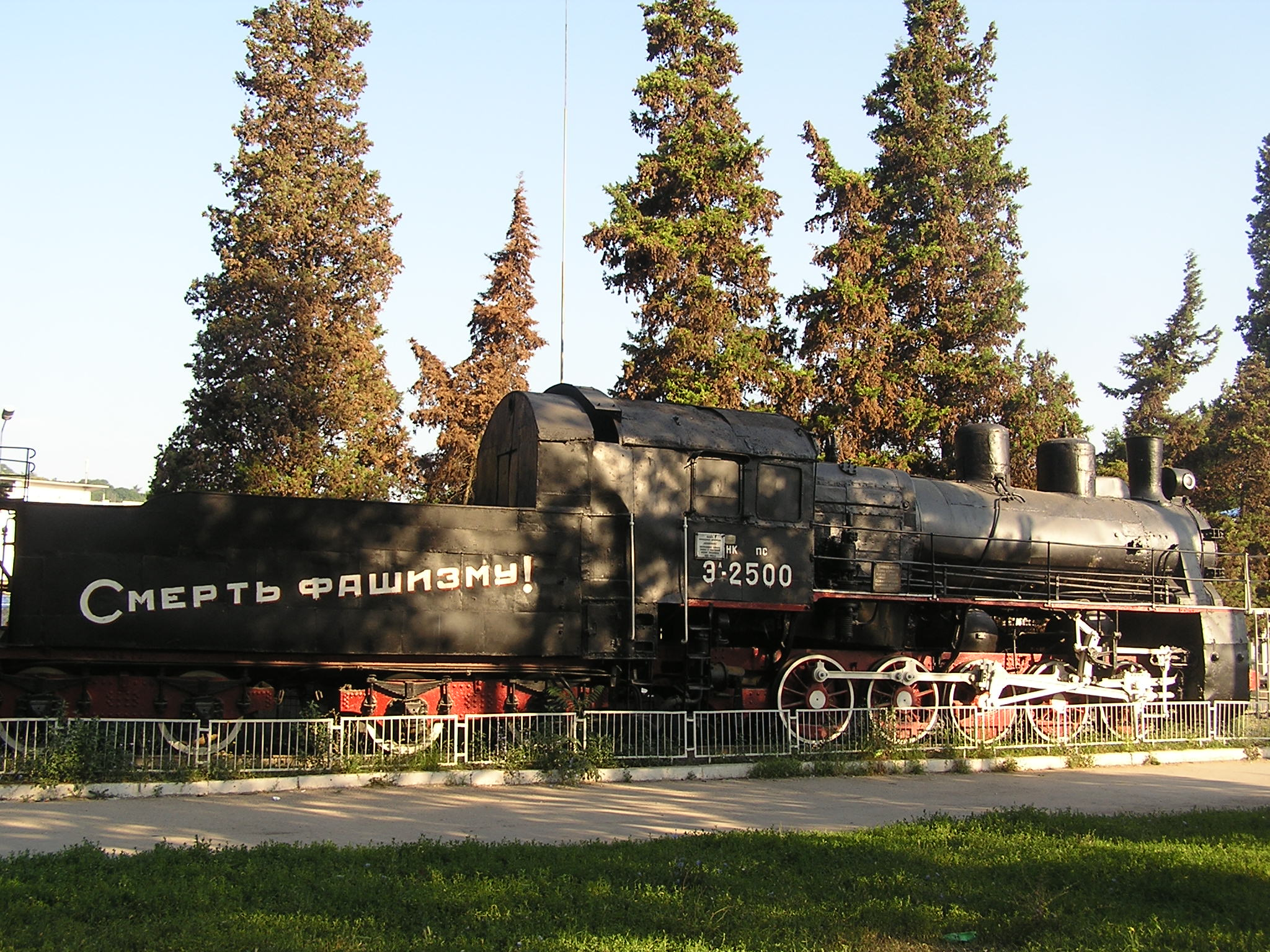
Denkmal mit der ungepanzerten Dampflokomotive des Panzerzuges

### Artilleriewagen
Beim Panzerzug Schelesnjakow gab es verschiedene Artilleriewagen. Aufgebaut waren die Wagen auf der Basis von vierachsigen Güterwagen mit einer Tragfähigkeit von 60 t. Auf diesen wurden gepanzerte Aufbauten aus Stahl montiert, welche durch Elektroschweißen verbunden und mit Stahlbeton verstärkt wurden. Damit erreichte die Panzerung eine Stärke von 15–30 mm. Der erste Artilleriewagen verfügte über zwei 82-mm-Granatwerfer BM-37. Ende 1941 wurden die Mörser entfernt und durch 120-mm-Granatwerfer PM-38 ersetzt.

### Flakwagen

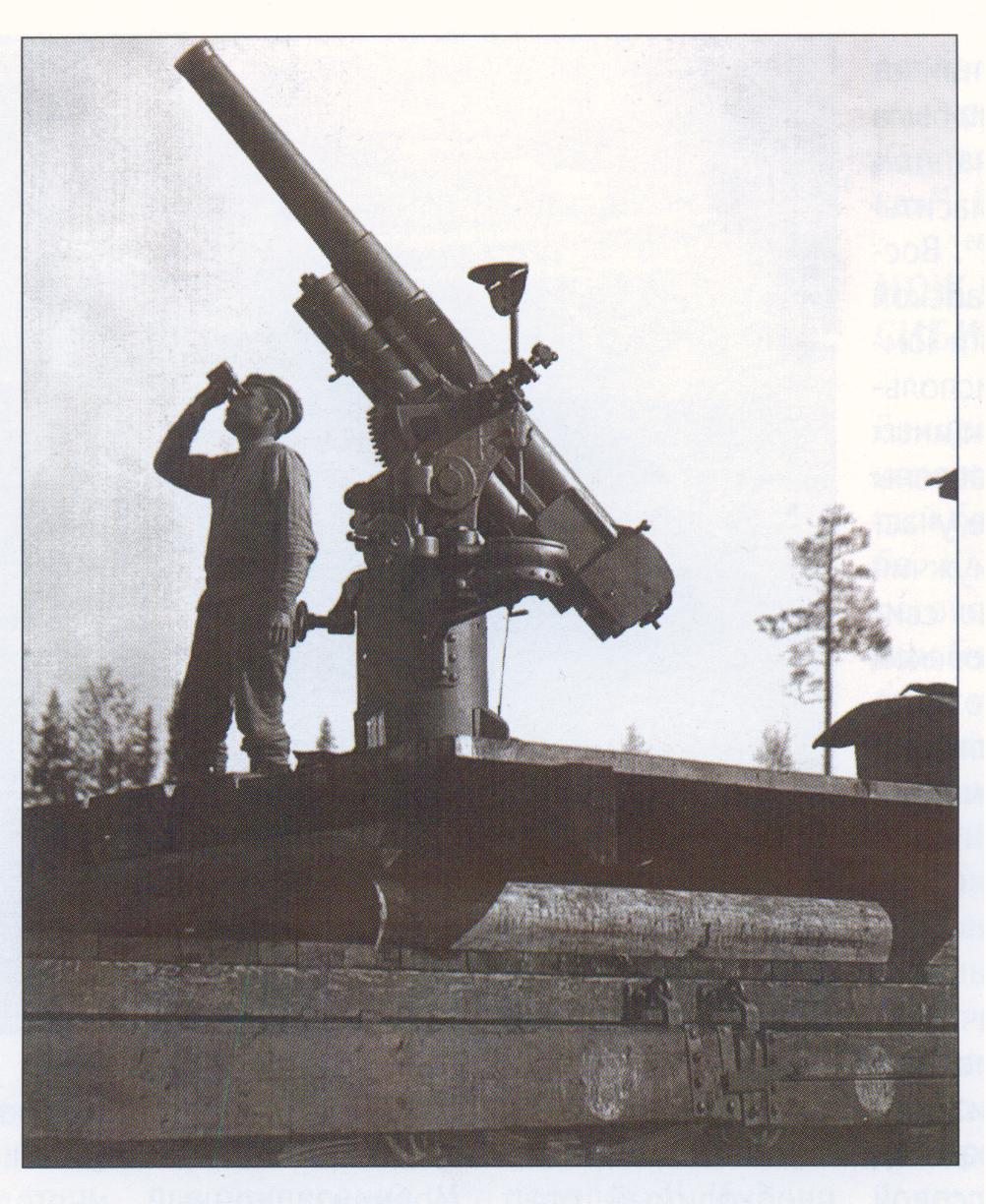
7,62-cm-Flugabwehrkanone M1914/15

Der Panzerzug Schelesnjakow verfügte über zwei Flakwagen mit unterschiedlicher Bewaffnung. Auch diese Wagen basierten auf vierachsigen Güterwagen mit einer Tragfähigkeit von 60 t und waren identisch gepanzert. Auf dem ersten Artilleriewagen befanden sich zwei 7,62-cm-Flugabwehrkanonen 34-K und ein Entfernungsmesser. Auf dem zweiten Flakwagen befanden sich zwei 7,62-cm-Flugabwehrkanonen M1914/15, welche hauptsächlich für den Beschuss gegen Bodenziele genutzt wurden.

### Sturmwagen
Der Panzerzug Schelesnjakow verfügte über drei Sturm- und Maschinengewehrwagen. Alle zusammen verfügten über eine Bewaffnung von 16 Maschinengewehren. Dazu zählten schwere Maschinengewehre von Typ DSchK, PM 1910 und Maxim.

## Einsatz
Drei Tage nach der Indienststellung begann der Panzerzug mit dem Beschuss von gegnerischer Infanterie in der Nähe des Dorfes Duwankoi. Nur wenig später am gleichen Tag beschoss er eine gegnerische Artillerie-Batterie an einem Hang an einem Tal des Belbek und unterdrückte damit den Beschuss auf die eigenen Truppen.
Um die Gleise vor dem Panzerzug auf ihre Befahrbarkeit zu prüfen, wurde ihm eine gepanzerte Draisine vorausgeschickt. Dies war wichtig, da der Panzerzug immer kurze und schnelle Artillerie- und Mörserangriffe durchführte, um sich dann schnellstmöglich wieder in die engen in den Fels gehauenen Nischen und Tunnel zurückzog, bevor die deutsche Artillerie das Feuer auf ihn eröffnen konnte. Aufgrund dieser schnellen Angriffe, dem Nichtauffinden des Panzerzuges und der grünen Lackierung, erhielt er von den deutschen Soldaten den Spitznamen Grünes Gespenst.
Zwischen November 1941 und Juni 1942 führte der Panzerzug Schelesnjakow mehr als 140 Einsätze durch. Dabei zerstörte er neun Bunker, 13 Maschinengewehr-Nester, sechs Unterstände, eine schwere Artillerie-Batterie, drei Flugzeuge, drei Panzerkampfwagen, drei Fahrzeuge und zehn Pferdekarren. Durch die hohen Verluste wurde er zu einem priorisierten Ziel für die Wehrmacht ausgeschrieben.
Am 26. Juni 1942 starteten mehr als 50 deutsche Bomber einen Angriff auf einen Eisenbahntunnel, in dem der Panzerzug vermutet wurde und in dem er tatsächlich stationiert war. Ein Tunneleingang und ein Wagen des Panzerzuges wurden dabei zerstört. Durch den zweiten Tunneleingang fuhr der Panzerzug mit allen noch intakten Wagen hinaus und eröffnete umgehend das Feuer auf die gegnerischen Truppen. Nach dem Angriff zog er sich erneut in den Tunnel zurück. Am nächsten Tag erfolgte ein weiterer Angriff durch die Luftwaffe, der zweite Tunneleingang wurde ebenfalls zerstört. Die Besatzung des Panzerzuges nahm alle verfügbaren leichten Waffen und begab sich in eine Verteidigungsposition in der Nähe des Kondensationskraftwerkes vor Ort.
Nachdem die Wehrmacht die Halbinsel Krim erobert hatte, räumte sie im August 1942 den Tunnel, nutzte die noch intakten Wagen als Streckenschutzzug und bewaffneten sie mit 10,5-cm-Haubitzen. Als im Mai 1944 die Schlacht um die Krim zu Ende ging, sprengte die Wehrmacht den Streckenschutzzug in die Luft.

## Zugpersonal
- Panzerzugkommandant
  - Hauptmann G. A. Saakjan
  - Oberleutnant Tschaikowsky
  - Kapitänleutnant M. F. Chartschenko